# Xerantherix pinnatus
Xerantherix pinnatus är en insektsart som beskrevs av Ludwig Redtenbacher 1906. Xerantherix pinnatus ingår i släktet Xerantherix och familjen Anisacanthidae. Inga underarter finns listade i Catalogue of Life.